# Nicolas Collin
Nicolas Collin (24 maart 1998) is een Belgisch klimmer.

## Levensloop
Collin behaalde in 2020 zilver op het Europees kampioenschap te Moskou in de discipline 'lead'.
In 2022 behaalde hij goud in het boulderen op de Wereldspelen in het Amerikaanse Birmingham.